# Bessie Wright
Bessie Wright (registrada entre 1611 y 1628) fue una curandera de Perthshire acusada de brujería en 1611, 1626 y de nuevo en 1628.
No se sabe mucho sobre los primeros años de la vida de Bessie Wright, pero en 1611 ya estaba registrada como curandera en la parroquia de Scone, Perthshire. Famosa como curandera, Wright era inusual en la zona por tener un "libro de medicina" que, según ella, tenía más de 1.000 años de antigüedad y había sido utilizado por su padre y su abuelo. Aunque Wright afirmaba no poder leer el libro, su hijo Adam Bell le leía extractos. La Iglesia de Escocia no estaba contenta con el acceso de Wright a este libro y, en 1611, William Cowper, ministro de Perth, le exigió que lo entregara a la Iglesia. Cuando Wright volvió a entrar en contacto con las autoridades en 1626, mencionó que su libro había sido sustraído por Cowper o Archibald Steedman, el mayordomo.
Wright continuó como curandera hasta 1626, cuando fue investigada por la Iglesia por utilizar prácticas curativas inaceptables en Scone y se le ordenó que dejara de ejercer en el burgo de Perth. En 1628, Wright volvió a ejercer y fue encarcelada en el peaje de Perth. Cuando su familia se quejó del trato que recibía Wright, fue puesta en libertad bajo una fianza de 1.000 libras pagada por su hijo.
Bessie Wright no fue ejecutada como otras mujeres acusadas de brujería en Escocia, por ejemplo Agnes Finnie o las víctimas de la Gran Caza de Brujas escocesa, en parte porque no se la acusó de prácticas demoníacas o de un pacto con el diablo. En cambio, Wright fue acusada de brujería en virtud de la Ley de Brujería de 1563 por resentimiento y rituales de curación fallidos. El Libro de Perth (1847) señaló que «parece haber sido una persona muy inofensiva y útil». Bessie Wright desaparece de los registros tras su encarcelamiento en 1628.

## En la cultura popular
Bessie Wright ha sido la inspiración para los espectaculares espectáculos de Halloween en el Palacio de Scone en los últimos años, incluido el de 2017. 

## Lectura adicional
Agua, Michael. “El Consejo Privado y las brujas: la reducción de los procesos por brujería en Escocia, 1597-1628”. The Scottish Historical Review, vol. 82, no. 213, 2003, págs. 20–46. JSTOR, www.jstor.org/stable/25529681. 